# ルルビネクテジン
ルルビネクテジン（Lurbinectedin、開発コード: PM01183）は、プラチナ製剤を基とした化学療法中または化学療法後に病勢進行した転移性小細胞肺癌（SCLC）の成人の治療のための薬剤である。Zepzelcaの製品名で販売されている。PharmMar社によって開発され、2010年に発表された。
主な副作用は、白血球減少、リンパ球減少、疲労、貧血、好中球減少、クレアチニン増加、アラニンアミノトランスフェラーゼ増加、グルコース増加、血小板減少、悪心、食欲低下、筋骨格痛、アルブミン減少、便秘、呼吸困難、ナトリウム減少、アスパラギン酸アミノトランスフェラーゼ増加、嘔吐、せき、マグネシウム減少、下痢など。
ルルビネクテジンは、抗悪性腫瘍活性が期待される合成1,3,4,8-tetrahydropyrrolo[4,3,2-de]quinolin-8(1H)-oneアルカロイドアナログである。ルルビネクテジンはDNAの副溝にある残基に共有結合し、S期の進行遅延、G2/M期での細胞周期停止および細胞死をもたらしうる。
ルルビネクテジンは、2020年6月に米国で医療用医薬品として承認された。

## 構造
ルルビネクテジンはトラベクテジンに構造的に類似しているが、トラベクテジンに存在するテトラヒドロイソキノリンがテトラヒドロβ-カルボリンに置き換わっている。